# Chang Shilei
Chang Shilei (chino: 常 石磊;, nacido el 21 de julio de 1981 en Guangzhou) es un cantante productor musical y compositor chino.

## Carrera
Después de graduarse en el Conservatorio de Música en Shanghái, Chang se ganó experiencia como un compositor profesional y productor musical. Más adelante, uno de sus demos fue dirigido al director general del Comité Olímpico Internacional de China, para participar en la inauguración de los Juegos Olímpicos de Beijing 2008 como cantante, Zhang Yimou. Finalmente, Zhang eligió a Chang, para que cantara en la apertura de la inauguración y luego interpretó un tema musical durante la ceremonia de la inauguración. Su tema musical titulado "You and Me", fue interpretada por la famosa cantante británica Sarah Brightman y por el famoso cantante chino Liu Huan. También fue compositor y vocalista de otro tema musical, que también fue elegido para llevar a cabo la ceremonia de apertura, la bandera olímpica.
Después de los Juegos Olímpicos de Beijing, Chang lanzó un álbum titulado "Niu China", que lo seleccionó para otras muchas canciones de cobertura y ser utilizado al estilo de los géneros musicales de la década de los año 1980. A partir de entonces, Chang comenzó su carrera como cantante profesional. En junio de 2010, Chang lanzó su primer álbum titulado "Myself". En septiembre de 2010, grabó un tema musical titulado "The Hawthorn" o "El árbol", siendo el tema musical para una película dirigida por el director Zhang Yimou.